# Don’t Tell a Soul
Don’t Tell a Soul ist ein Thriller von Alex McAulay, der Teilnehmern des Tribeca Film Festivals ab 15. April 2020 online erstmals zur Verfügung gestellt wurde. Am 15. Januar 2021 kam der Film in ausgewählte US-Kinos und wurde dort auch auf DVD veröffentlicht.

## Handlung
Als Joeys älterer Bruder Matt ihn überredet, ein Haus auszurauben, um ihrer kranken Mutter Carol zu helfen, fällt der Wachmann, der sie verfolgt, in einen Brunnenschacht. Dieser muss die beiden Teenager davon überzeugen, ihm herauszuhelfen. Es kommt zum Konflikt zwischen den beiden Jungen, da Joey Mitgefühl für den Mann entwickelt, während Matt einen Mordanschlag auf den Mann verübt. Im Fernsehen erfährt Joey, dass der Mann eigentlich der gesuchte Schwerkrimineller Randy ist. Joey hilft ihm mit der Bitte, seinem Bruder Angst einzujagen. Randy entführt Matt und zwingt ihn nun selbst in den Schacht zu fallen. Auch Joey stößt er später hinein und ein Kampf zwischen den Brüdern beginnt. Oben jedoch kann die kranke Mutter Carol den Täter Randy ausfindig machen und mit einer Waffe erledigen, danach findet sie ihre beiden Söhne erschöpft im Brunnen vor.

## Produktion
Regie führte Alex McAulay, der auch das Drehbuch schrieb. Es handelt sich um seinen zweiten Film als Regisseur nach The Sparkle Room. Die Dreharbeiten fanden in Louisville in Kentucky statt. Als Kameramann fungierte Guillermo Garza. Die Filmmusik komponierte Joseph Stephens. Das Soundtrack-Album mit insgesamt 20 Musikstücken wurde im Februar 2021 als Download veröffentlicht.
Der Film sollte Mitte April 2020 im Rahmen des Tribeca Film Festivals in der Sektion Spotlight Narratives seine Weltpremiere feiern. Einen Monat vor Beginn des Festivals wurde dieses aufgrund der COVID-19-Pandemie abgesagt. Dennoch wurde der Film von 15. bis 26. April 2020, dem ursprünglichen Zeitfenster des Festivals, online zur Verfügung gestellt. Am 15. Januar 2021 kam der Film in ausgewählte US-Kinos und wurde dort auch auf DVD veröffentlicht.

## Kritik
Oliver Armknecht von film-rezensionen.de vergibt 6 von 10 Punkten und findet: „Don’t Tell a Soul ist einerseits das Porträt einer kaputten Familie im abgehängten ländlichen Amerika, verbindet dies zum Ende hin mit einem wendungsreichen Thriller. So ganz passt das nicht alles zusammen, außerdem gibt es Schwierigkeiten mit der Balance. Interessant ist das Ergebnis aber durchaus.“